# Sowchoznyj (rejon biełojarski)
Sowchoznyj (ros. Совхозный) – osiedle w Rosji, w obwodzie swierdłowskim, w rejonie biełojarskim. W 2010 liczyło 2188 mieszkańców.